# (2501) Lohja
(2501) Lohja est un astéroïde de la ceinture principale, découvert le 14 avril 1942 à Turku par Liisi Oterma.

## Orbite
L'orbite de (2501) Lohja se caractérise par un demi-grand axe de 2,42 UA, une excentricité de 0,20 et une inclinaison de 3,3° par rapport à l'écliptique.

## Classification
(2501) Lohja est un astéroïde de type A, donc riche (> 80 %) en olivine, au moins en ce qui concerne les roches de sa surface.